# Томпсонвілл (Коннектикут)
Томпсонвілл (англ. Thompsonville) — переписна місцевість (CDP) в США, в окрузі Гартфорд штату Коннектикут. Населення — 8514 особи (2020).

## Географія
Томпсонвілл розташований за координатами 41°59′32″ пн. ш. 72°35′47″ зх. д. / 41.99222° пн. ш. 72.59639° зх. д. (41.992140, -72.596522).  За даними Бюро перепису населення США в 2010 році переписна місцевість мала площу 6,06 км², з яких 5,27 км² — суходіл та 0,79 км² — водойми.

## Демографія
Згідно з переписом 2010 року, у переписній місцевості мешкало 8577 осіб у 3540 домогосподарствах у складі 1924 родин. Густота населення становила 1416 осіб/км².  Було 3845 помешкань (635/км²).
Расовий склад населення:
| - 81,5 % — білих - 7,3 % — чорних або афроамериканців - 2,6 % — азіатів - 0,3 % — корінних американців - 0,1 % — вихідців з тихоокеанських островів - 4,0 % — осіб інших рас |

До двох чи більше рас належало 4,1 %. Частка іспаномовних становила 11,4 % від усіх жителів.
За віковим діапазоном населення розподілялося таким чином: 24,8 % — особи молодші 18 років, 63,1 % — особи у віці 18—64 років, 12,1 % — особи у віці 65 років та старші. Медіана віку мешканця становила 33,7 року. На 100 осіб жіночої статі у переписній місцевості припадало 93,3 чоловіків;  на 100 жінок у віці від 18 років та старших — 89,6 чоловіків також старших 18 років.
Середній дохід на одне домашнє господарство  становив 59 755 доларів США (медіана — 47 547), а середній дохід на одну сім'ю — 67 343 долари (медіана — 51 712). Медіана доходів становила 56 287 доларів для чоловіків та 40 026 доларів для жінок. За межею бідності перебувало 21,0 % осіб, у тому числі 35,8 % дітей у віці до 18 років та 11,8 % осіб у віці 65 років та старших.
Цивільне працевлаштоване населення становило 4661 особа. Основні галузі зайнятості: освіта, охорона здоров'я та соціальна допомога — 22,1 %, мистецтво, розваги та відпочинок — 17,1 %, роздрібна торгівля — 11,6 %, виробництво — 11,6 %.